# Tipula tristriata
Tipula tristriata är en tvåvingeart som beskrevs av Lundstrom 1915. Tipula tristriata ingår i släktet Tipula och familjen storharkrankar. Inga underarter finns listade i Catalogue of Life.